# James Ibori
James Ibori (* 4. August 1959) ist ein ehemaliger nigerianischer Politiker und galt zeitweise als einer der reichsten Männer Nigerias. Er war vom 29. Mai 1999 bis zum 29. Mai 2007 Gouverneur des Bundesstaates Delta. Im April 2012 wurde er in London wegen Unterschlagung, Betruges und Geldwäsche zu einer Haftstrafe von 13 Jahren verurteilt.

## Leben

### Frühe Jahre in England
Ibori ging in den 1980er Jahren von Nigeria nach England, wo er seine Frau Theresa kennenlernte und als Kassierer in einem Baumarkt in London arbeitete.
1991 wurden Ibori und seine Frau wegen eines Diebstahls, den sie an ihrem Arbeitsplatz begangen hatten, zu einer Strafe von 300 Pfund verurteilt. 1992 verwendete Ibori eine gestohlene Kreditkarte und wurde zu einer Strafe von 100 Pfund verurteilt.

### Politiker in Nigeria
1993 kehrte er nach Nigeria zurück und diente sich dem neuen Militärdiktator Sani Abacha an, bei dem er eine nicht näher definierte Position bekleidete.
Nach Abachas Tod wandte sich Ibori 1998 dem Politiker Atiku Abubakar zu. 1999 verschaffte sich Ibori einen Kredit auf ein Haus in London. Um dabei seine Vorstrafen verbergen zu können, legte er einen neuen Pass mit einem falschen Geburtsdatum vor. Er benutzte das falsche Geburtsdatum ebenfalls zum Verbergen seiner kriminellen Vergangenheit, als er 1999 zur Wahl des Gouverneurs des Bundesstaates Delta antrat.
Nach seiner Wahl vor den Strafverfolgungsbehörden als Gouverneur des Bundesstaates Delta durch Immunität geschützt, begann Ibori sich persönlich zu bereichern. Er verdiente weniger als 25.000 US-Dollar im Jahr, und kaufte dennoch zwei Häuser in den Londoner Stadtteilen Hampstead und Regent’s Park, eine Wohnung im Stadtteil St. John’s Wood, ein Haus in Dorset, ein Anwesen in Johannesburg, ein Haus in Houston und diverse Häuser in Nigeria für mehrere Millionen. Er schickte seine drei Töchter zur Port Regis Privatschule in Dorset und erwarb eine Flotte von teuren Automobilen.
Nach dem Ende seiner Amtszeit wurde gegen Ibori wegen Korruptionsvorwürfen ermittelt, eine Anklage wegen 170 Fällen der Korruption wurde jedoch im Dezember 2009 von einem Gericht in Asaba aus Mangel an Beweisen fallen gelassen.
2010 setzte Präsident Jonathan die Ermittlungsbehörden erneut auf Ibori an. Am 20. April wurde ein Haftbefehl ausgestellt, aber die Verhaftung scheiterte, weil Anhänger die Straße zu seinem Heimatort Oghara blockierten und die Polizei angriffen. Ibori flüchtete daraufhin nach Dubai, wo er verhaftet und ins Vereinigte Königreich ausgeliefert wurde.

### Ermittlungen und Verurteilung in England
Nach einem Unterstützungsersuchen der nigerianischen Behörden hatte die Metropolitan Police Service gegen Ibori ermittelt. Bei der Durchsuchung der Räume seines Londoner Anwalts Gohil stellte die Polizei Festplatten mit Daten zu zahlreichen Scheinfirmen in Steueroasen wie Guernsey sicher, mit deren Hilfe Gohil für Ibori Gelder verschoben hatte. So hatte Ibori die Aktienanteile des Bundesstaates Delta am Telekommunikationsunternehmen V-Mobile verkauft und die Erlöse von 37 Millionen US-Dollar gestohlen und durch Gohil waschen lassen.
Gohil, Iboris Frau Theresa, seine Schwester und seine Geliebte wurden wegen Geldwäsche verurteilt.
Das Gericht stellte fest, dass Ibori mit seinen Komplizen vermutlich mehr als 250 Millionen Dollar vom Nigerianischen Staat gestohlen habe, verurteilte ihn jedoch nach seinem Geständnis, rund 50 Millionen Pfund unterschlagen zu haben, im April 2012 in London zu 13 Jahren Haft.
Der Versuch Iboris, Vermögenswerte dem nigerianischen Staat zurückzugeben, wurde im Mai 2016 als weitgehend gescheitert eingestuft. Durch seine Anwälte hatte Ibori die Beweise, die aus Nigeria gegen ihn beigebracht wurden, erfolgreich angefochten, so dass ihm durch britische Behörden nach einem Pressebericht nur etwa 10 % der Vermögenswerte abgenommen werden können.

### Freilassung
Nachdem er vier Jahre seiner dreizehnjährigen Haftstrafe verbüßt hatte, wurde Ibori im Dezember 2016 freigelassen, durfte aber das Königreich nicht verlassen und musste sich regelmäßig bei der Polizei melden.
Ibori wurde nach seiner Freilassung zunächst wegen seines Aufenthaltsstatus für 42 weitere Stunden festgehalten. Ibori klagte und verlangte 4000 Pfund als Entschädigung für diese Zeit, ihm wurde 1 Pfund zugesprochen. Er verließ das Vereinigte Königreich im Februar 2017.

## Gesetzesinitiative 2016
2015 kündigte Premierminister David Cameron eine Initiative an, mit der Geldwäsche im Königreich aufgedeckt und erschwert werden soll. Als Beispiel führte er den Fall Ibori an. Die Nichtregierungsorganisationen Transparency International und Global Witness hatten unter anderem die Fälle der Söhne der ehemaligen Staatschefs Bakijew und Gaddafi dokumentiert, die Luxusanwesen über Scheinfirmen erworben hatten. Rund 36.000 Anwesen im Stadtgebiet von London sollen sich im Besitz von Firmen befinden, die in Steuerparadisen residieren. Die Polizei soll künftig, nach einer Ankündigung vom Mai 2016, über „unexplained wealth orders“ einen Herkunftsnachweis für Gelder verlangen können, die für Grunderwerb verwendet wurden, wenn zweifelhaft ist, wie der Käufer das Geld dafür aufgebracht hat.